# Suzuki Dzire
Suzuki Dzire (ранее Suzuki Swift Sedan) — субкомпактный автомобиль, выпускаемый компанией Suzuki с 2008 года.

## Первое поколение
Первое поколение автомобилей Suzuki Dzire выпускалось с 2008 по 2012 год, затем до 2016 года автомобили делали под индексом Swift Dzire Tour.
Автомобили оснащались 1,3-литровыми дизельными двигателями Multijet и бензиновыми Suzuki G. В 2010 году в связи с введением норм выбросов Bharat Stage IV 1,3-литровый двигатель Suzuki G был заменён 1,2-литровым Suzuki K.

### Двигатели
| Тип        | Объём      | Трансмиссия  | Мощность                 | Крутящий момент         |
| ---------- | ---------- | ------------ | ------------------------ | ----------------------- |
| Бензиновый | 1,2 л (I4) | 5-скор. МКПП | 85 л. с. при 6000 об/мин | 113 Н⋅м при 4500 об/мин |
| Бензиновый | 1,3 л (I4) | 5-скор. МКПП | 88 л. с. при 6000 об/мин | 113 Н⋅м при 4500 об/мин |
| Дизельный  | 1,3 л (I4) | 5-скор. МКПП | 76 л. с. при 4000 об/мин | 190 Н⋅м при 2000 об/мин |

### Галерея

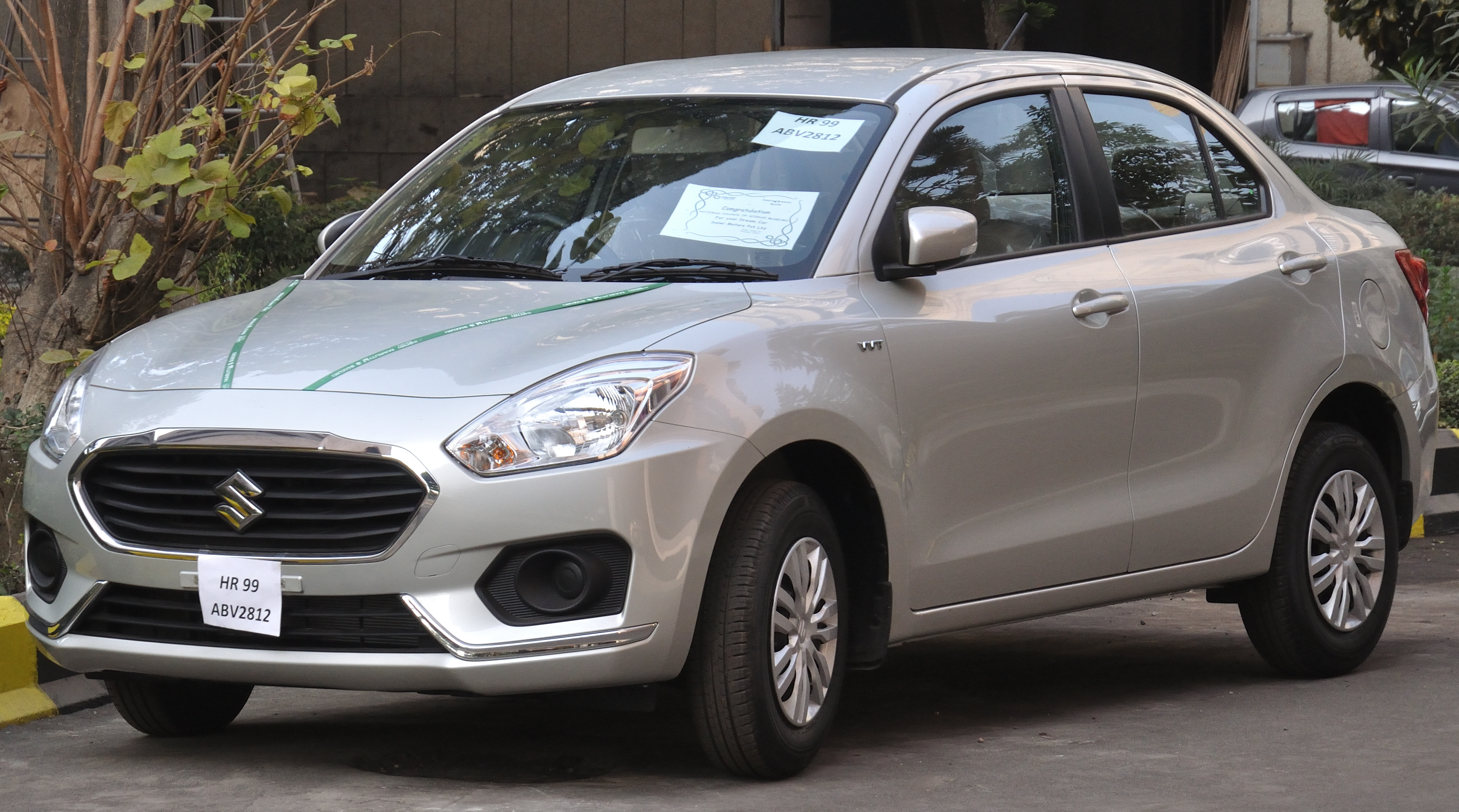
Suzuki Dzire
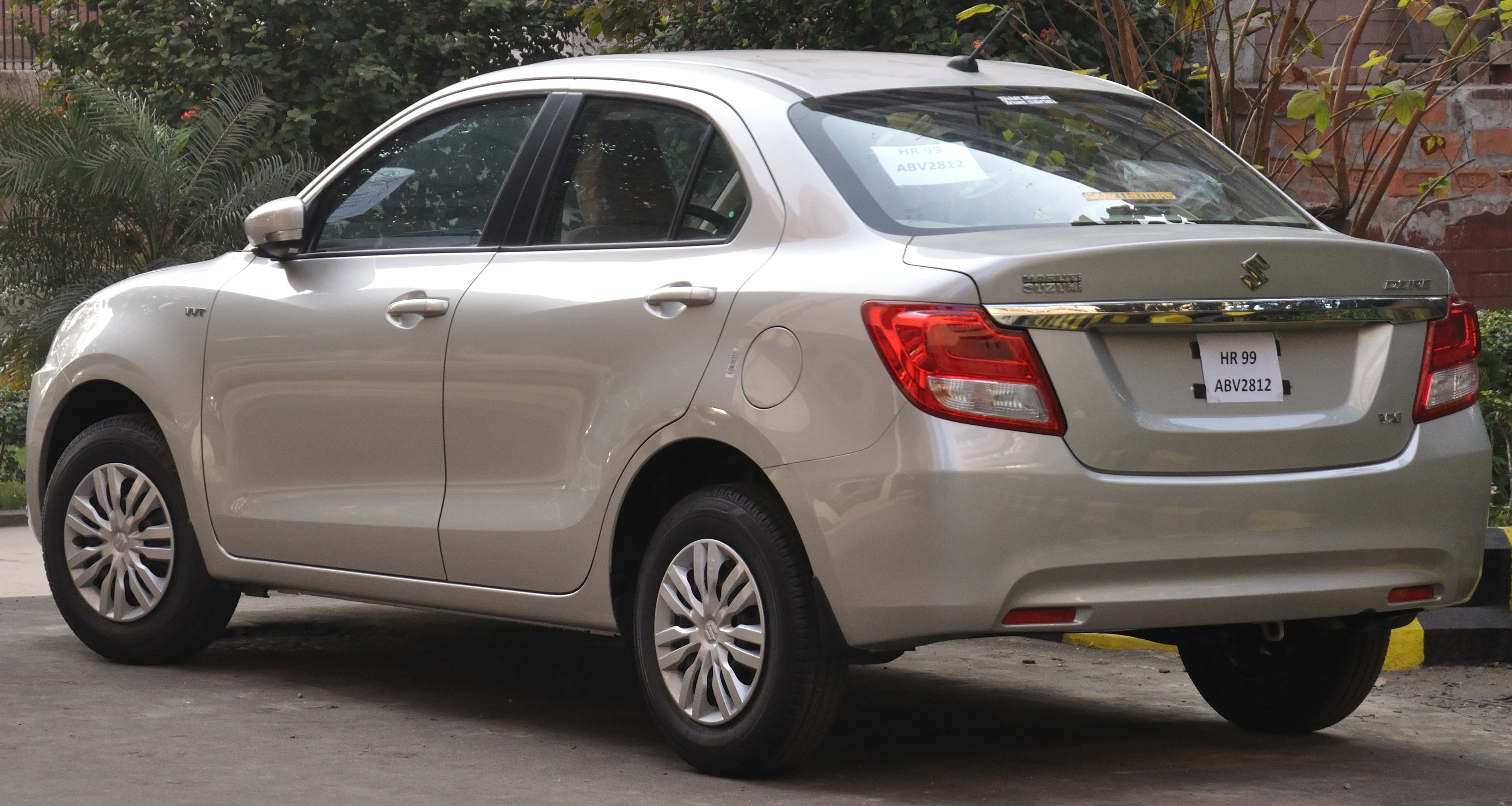
Вид сзади
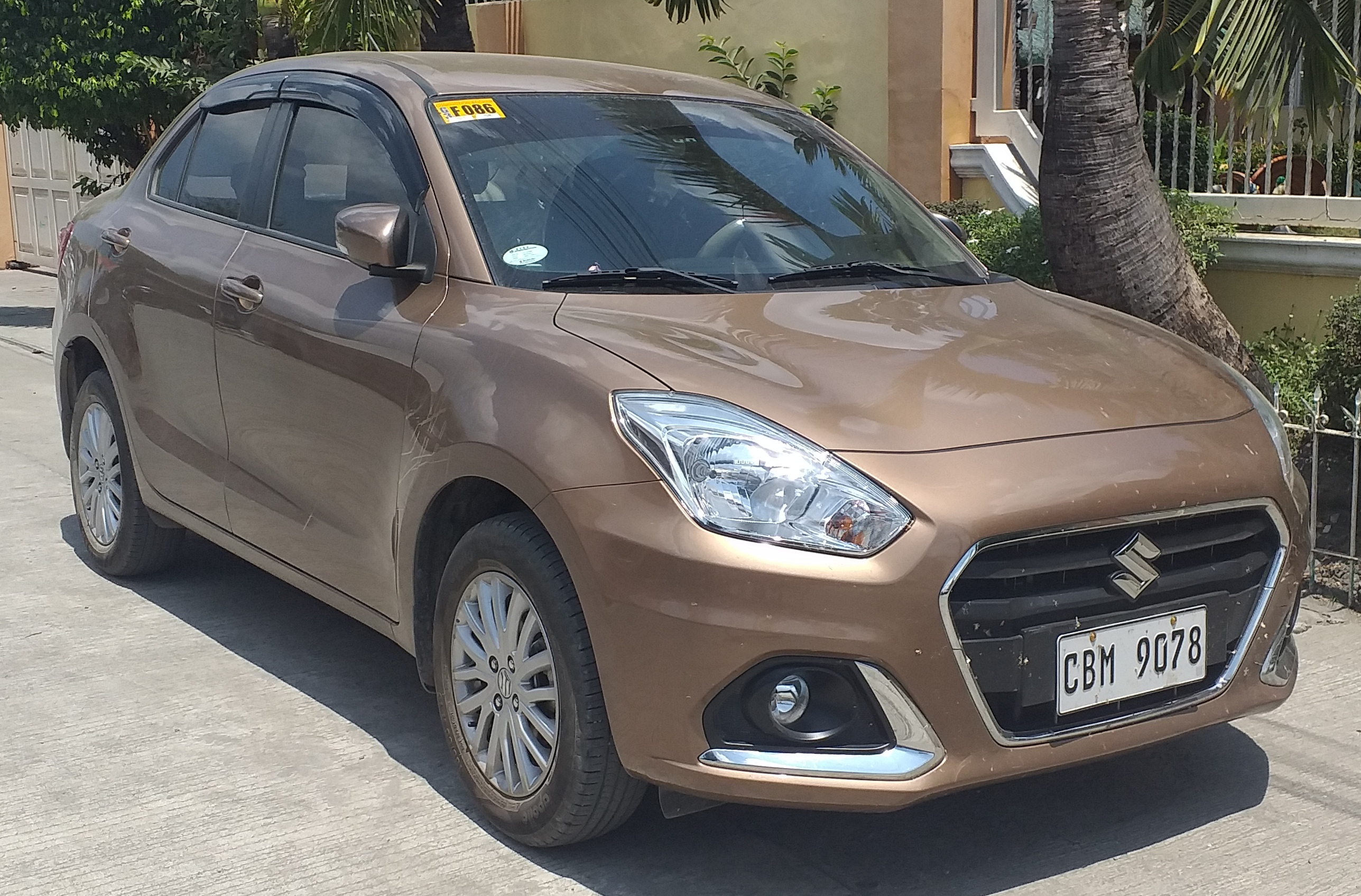
Рестайлинг

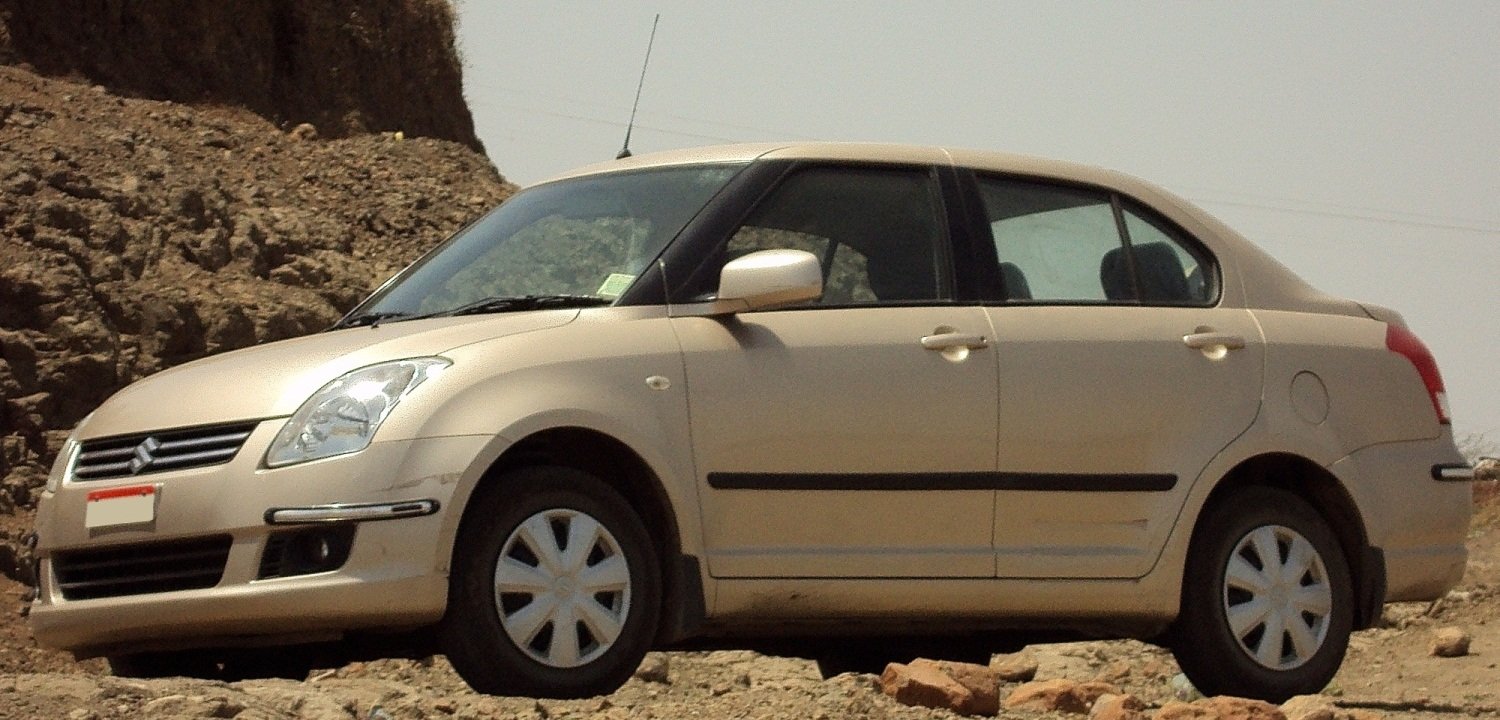
2008 Maruti Suzuki Swift Dzire VXi
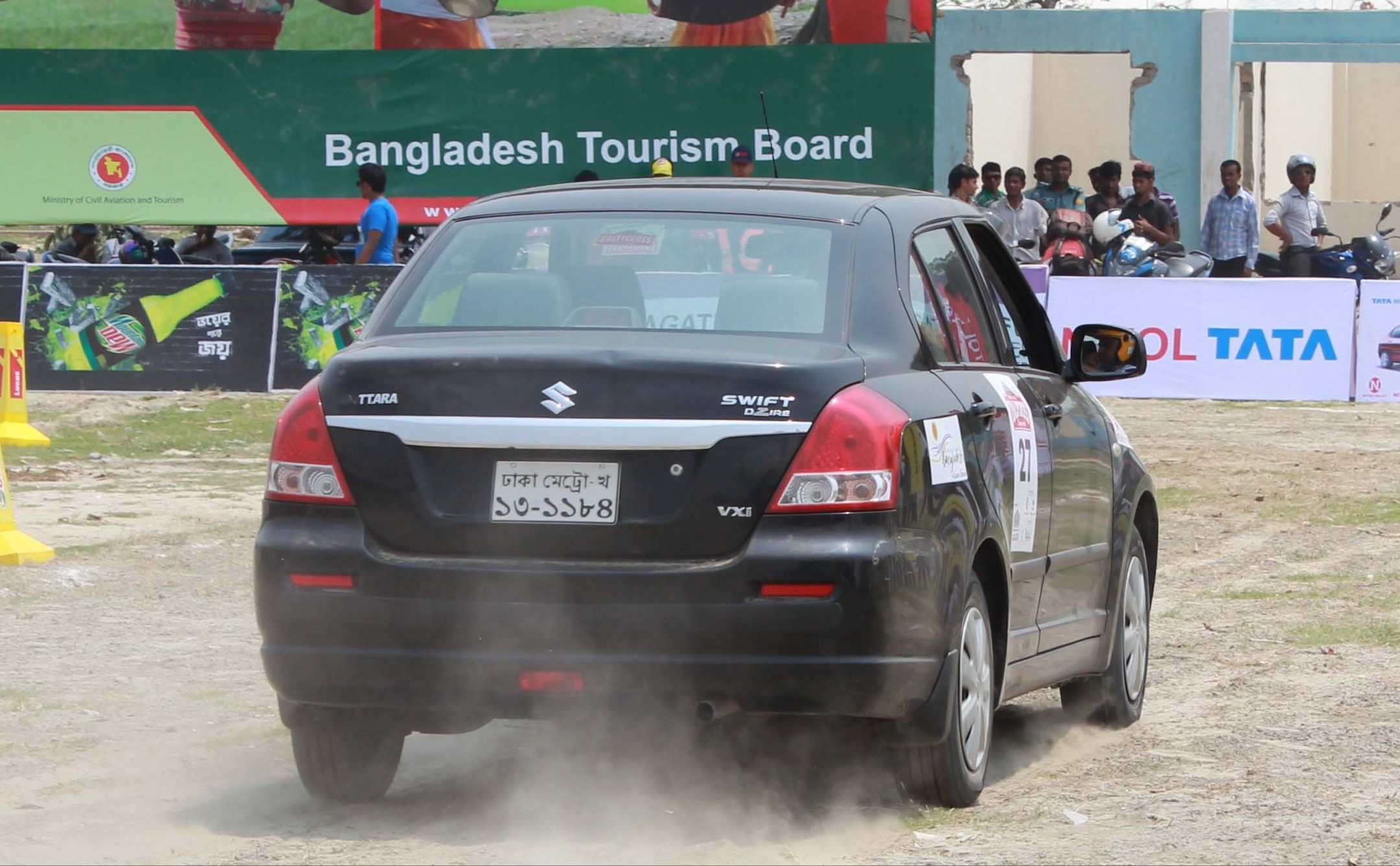
Вид сзади

## Второе поколение
Второе поколение автомобилей Suzuki Dzire выпускалось с 2012 по 2017 год, затем до 2023 года автомобили делали под индексом Dzire Tour S. Базовой моделью стало второе поколение Suzuki Swift.
Автомобили оснащались 1,2-литровым двигателем Suzuki K и 1,3-литровым турбодизельным двигателем Multijet. В комплектации VXi двигатели сочетались в паре с четырёхступенчатой автоматической трансмиссией. В 2015 году автомобиль прошёл рестайлинг.
В январе 2016 года был налажен выпуск модели DZire ZDi с 1,3-литровым турбодизельным двигателем и 5-ступенчатой роботизированной трансмиссией. В апреле 2020 года в связи с введением стандарта BS6 дизельный двигатель был исключён из моторной гаммы.

### Двигатели
| Тип        | Объём      | Трансмиссия               | Мощность                 | Крутящий момент         |
| ---------- | ---------- | ------------------------- | ------------------------ | ----------------------- |
| Бензиновый | 1,2 л (I4) | 5-скор. МКПП 4-скор. АКПП | 83 л. с. при 6000 об/мин | 113 Н⋅м при 4400 об/мин |
| КПГ        | 1,2 л (I4) | 5-скор. МКПП              | 71 л. с. при 6000 об/мин | 95 Н⋅м при 4000 об/мин  |
| Дизельный  | 1,3 л (I4) | 5-скор. МКПП 5-скор. AMT  | 76 л. с. при 4000 об/мин | 190 Н⋅м при 2000 об/мин |

### Галерея

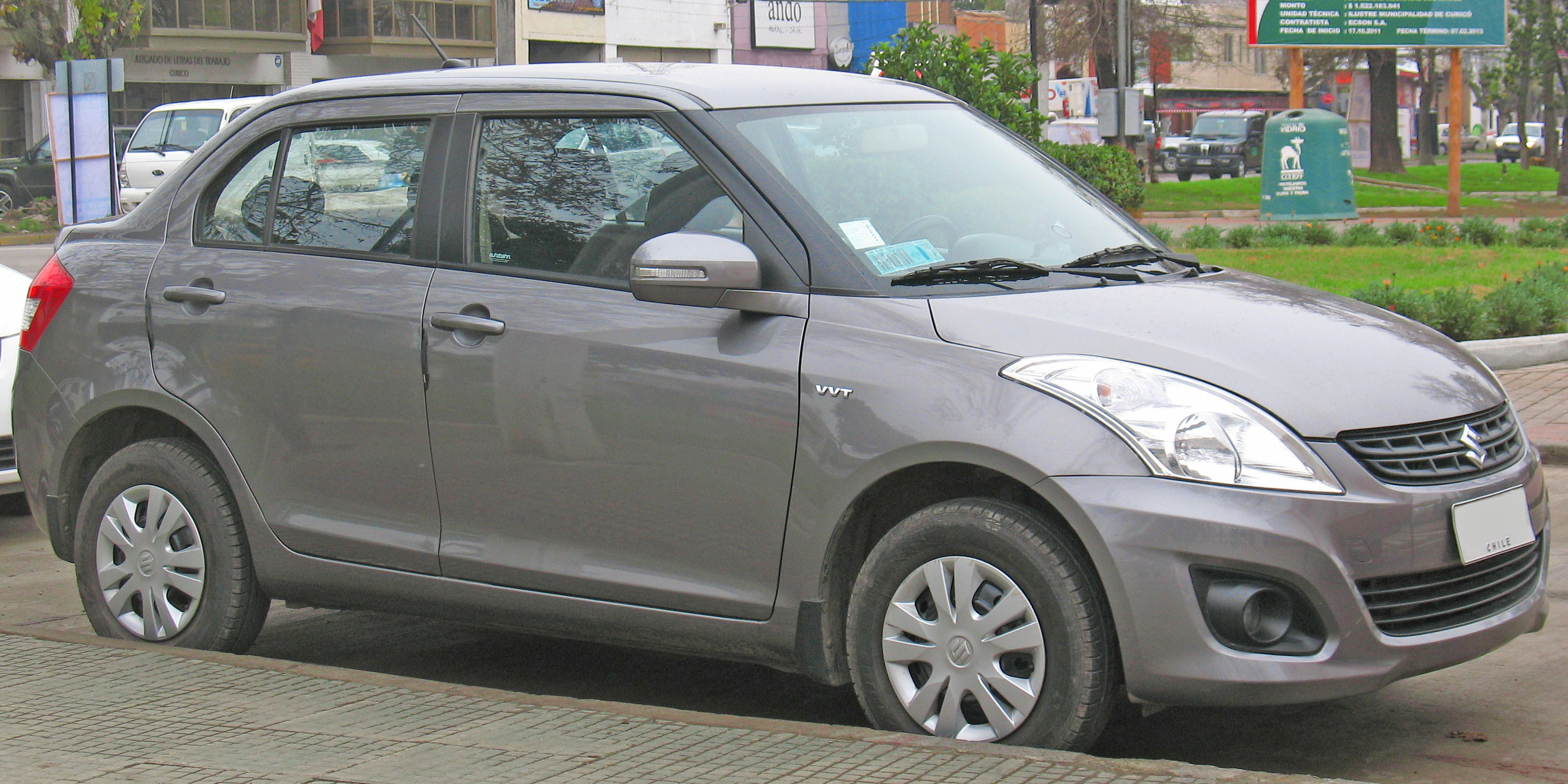
Suzuki Swift Dzire
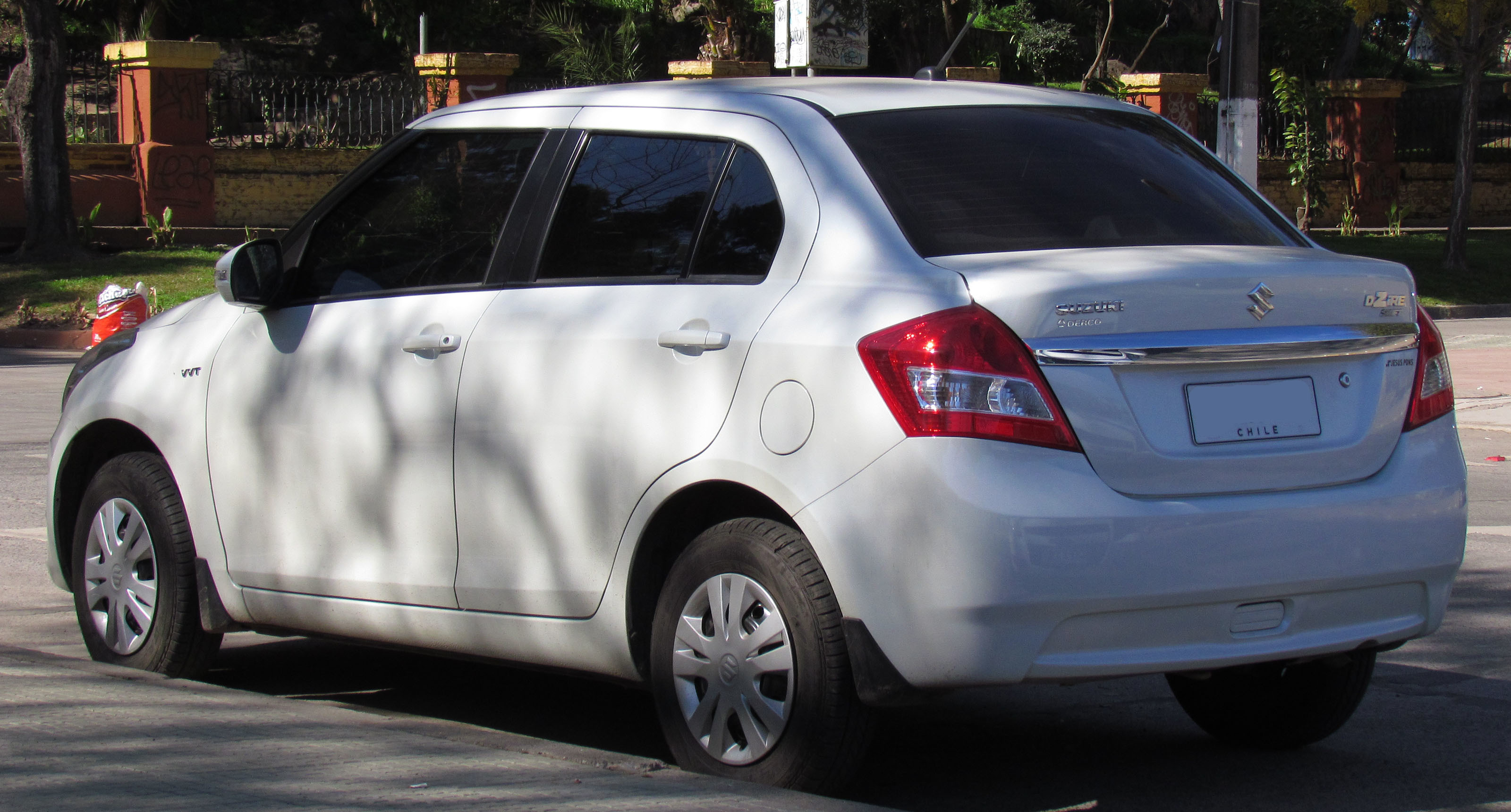
Вид сзади
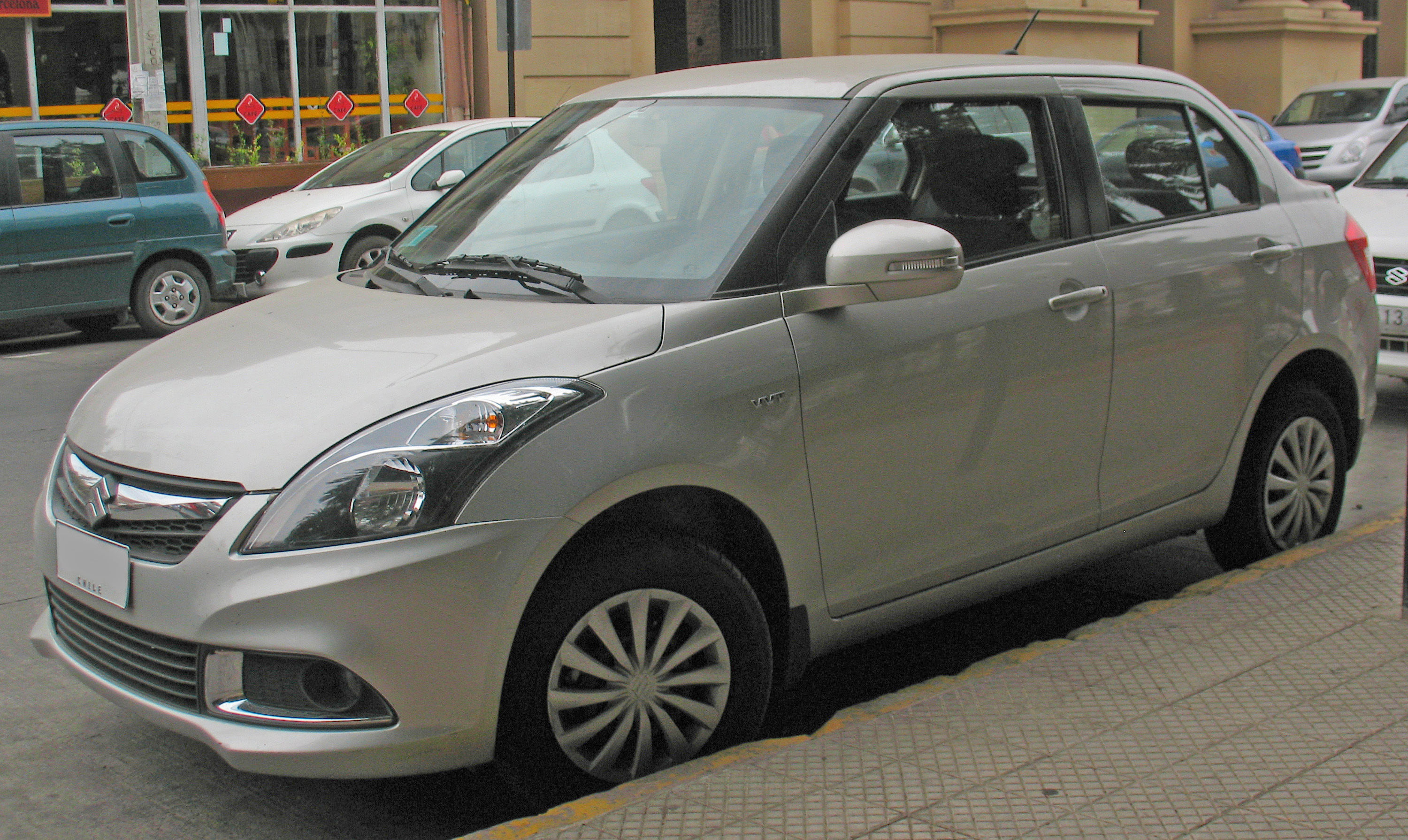
Рестайлинг, вид спереди
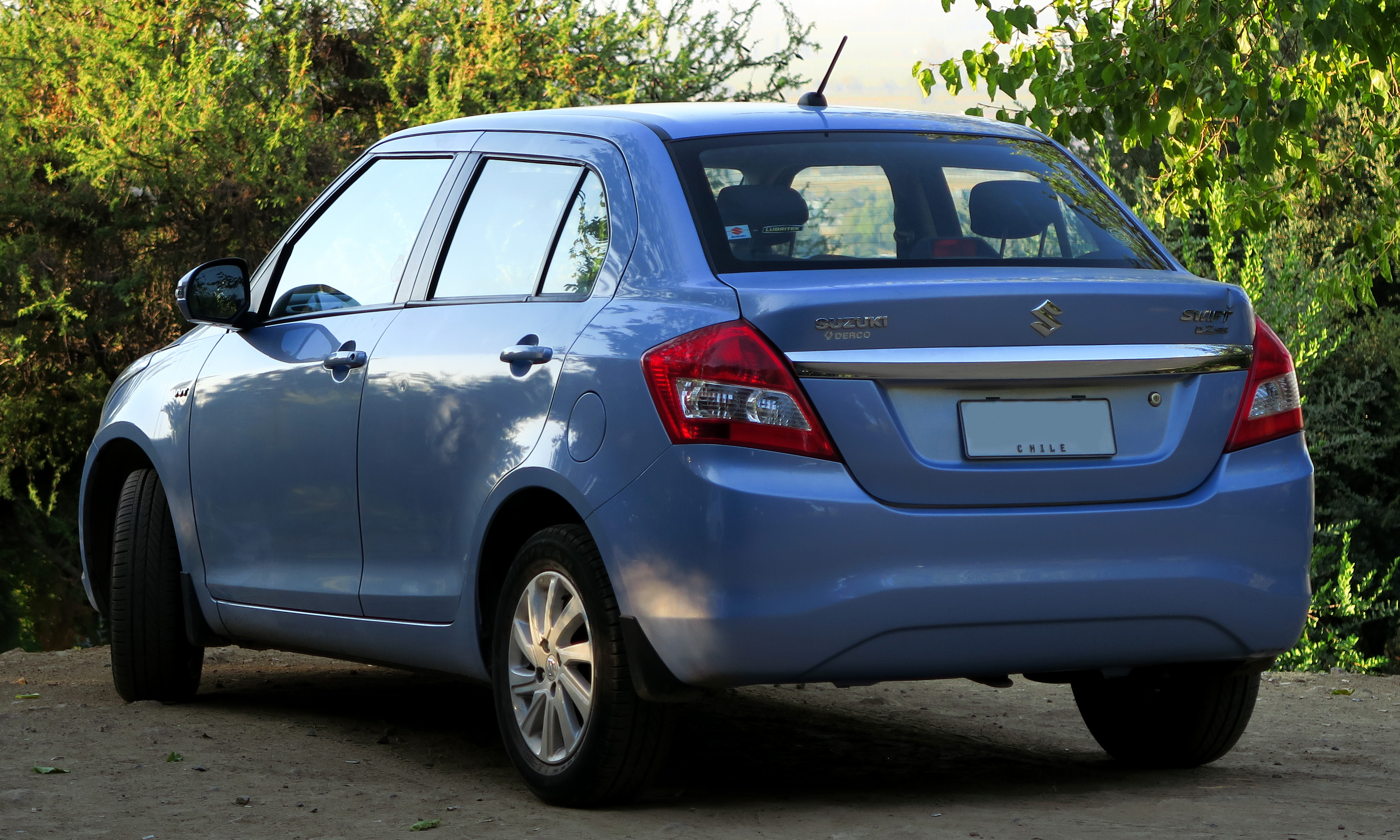
Рестайлинг, вид сзади

## Третье поколение
Третье поколение автомобилей Suzuki Dzire было запущено в производство 16 мая 2017 года. Базовой моделью стало третье поколение Suzuki Swift.
Модель выпускается на платформе HEARTECT, конструкция которой стальная. По сравнению с предыдущими поколениями, пространство для ног увеличено на 55 мм.
В марте 2020 года автомобиль прошёл рестайлинг. С марта 2022 года выпускается газомоторная модификация K12N.

### Двигатели
| Тип        | Объём      | Трансмиссия              | Мощность                 | Крутящий момент         |
| ---------- | ---------- | ------------------------ | ------------------------ | ----------------------- |
| Бензиновый | 1,2 л (I4) | 5-скор. МКПП 5-скор. AMT | 83 л. с. при 6000 об/мин | 113 Н⋅м при 4200 об/мин |
| Гибридный  | 1,2 л (I4) | 5-скор. МКПП 5-скор. AMT | 90 л. с. при 6000 об/мин | 113 Н⋅м при 4000 об/мин |
| КПГ        | 1,2 л (I4) | 5-скор. МКПП             | 78 л. с. при 6000 об/мин | 99 Н⋅м при 4300 об/мин  |
| Дизельный  | 1,3 л (I4) | 5-скор. МКПП 5-скор. AMT | 76 л. с. при 4000 об/мин | 190 Н⋅м при 2000 об/мин |

### Галерея
- Suzuki Dzire
- Вид сзади
- Рестайлинг

## Четвёртое поколение
Четвёртое поколение Dzire выпускается с 11 ноября 2024 года. В основном, автомобиль продаётся в Индии, однако возможен экспорт на рынки Африки, АСЕАН, Ближнего Востока и Латинской Америки.
Автомобили Suzuki Dzire четвёртого поколения оснащаются рядным трёхцилиндровым двигателем Z12E. Коробка передач — пятиступенчатая механическая, пятиступенчатая автоматизированная или бесступенчатая.
В Индию автомобиль поставляется с двигателем на сжиженном природном газе и механической (либо автоматизированной) трансмиссией, на Филиппины — с мягкой гибридной системой (MHEV) и бесступенчатой трансмиссией (начало поставок — 11 апреля 2025 года), а на Ближний Восток — с бензиновым двигателем и механической (либо автоматизированной) трансмиссией (начало поставок — 12 апреля 2025 года).

### Двигатели
| Тип        | Объём      | Трансмиссия                  | Мощность                 | Крутящий момент         | Источник |
| ---------- | ---------- | ---------------------------- | ------------------------ | ----------------------- | -------- |
| Бензиновый | 1,2 л (I3) | 5-скор. МКПП или 5-скор. AMT | 81 л. с. при 5700 об/мин | 112 Н·м при 4300 об/мин | [ 22 ]   |
| КПГ        | 1,2 л (I3) | 5-скор. МКПП или 5-скор. AMT | 69 л. с. при 5700 об/мин | 102 Н·м при 2900 об/мин | [ 22 ]   |

### Галерея

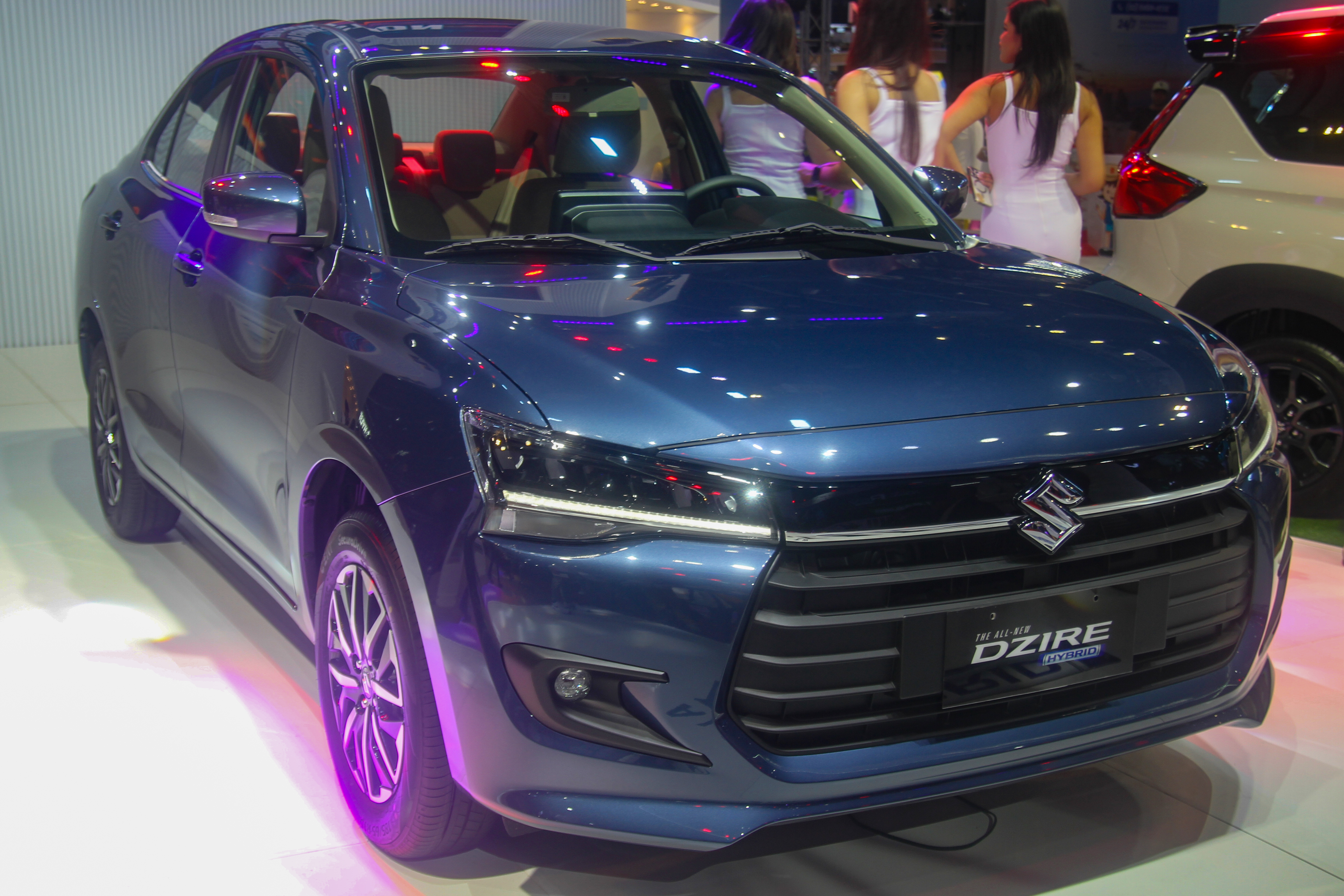
2025 Suzuki Dzire Hybrid (Филиппины)
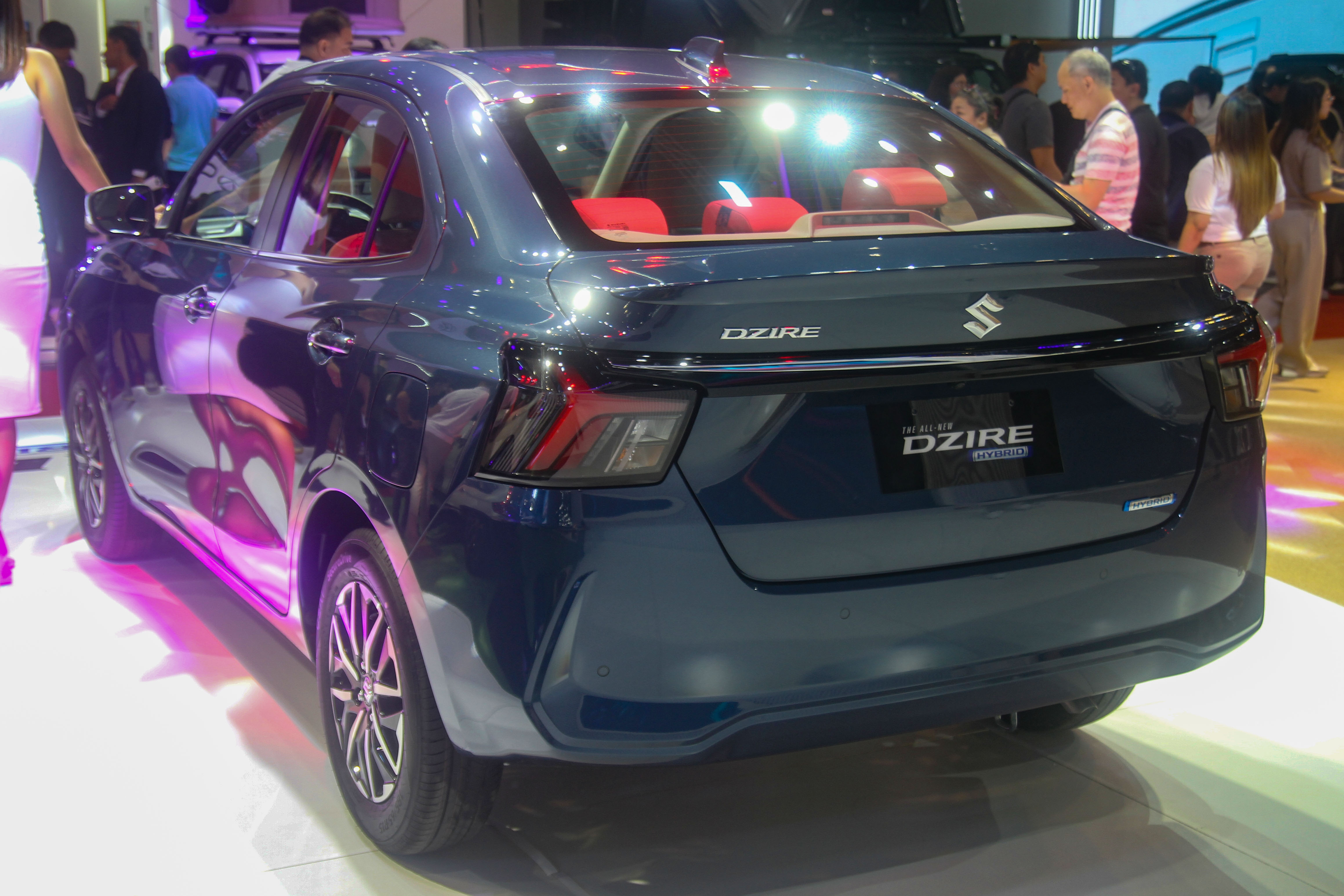
Вид сзади
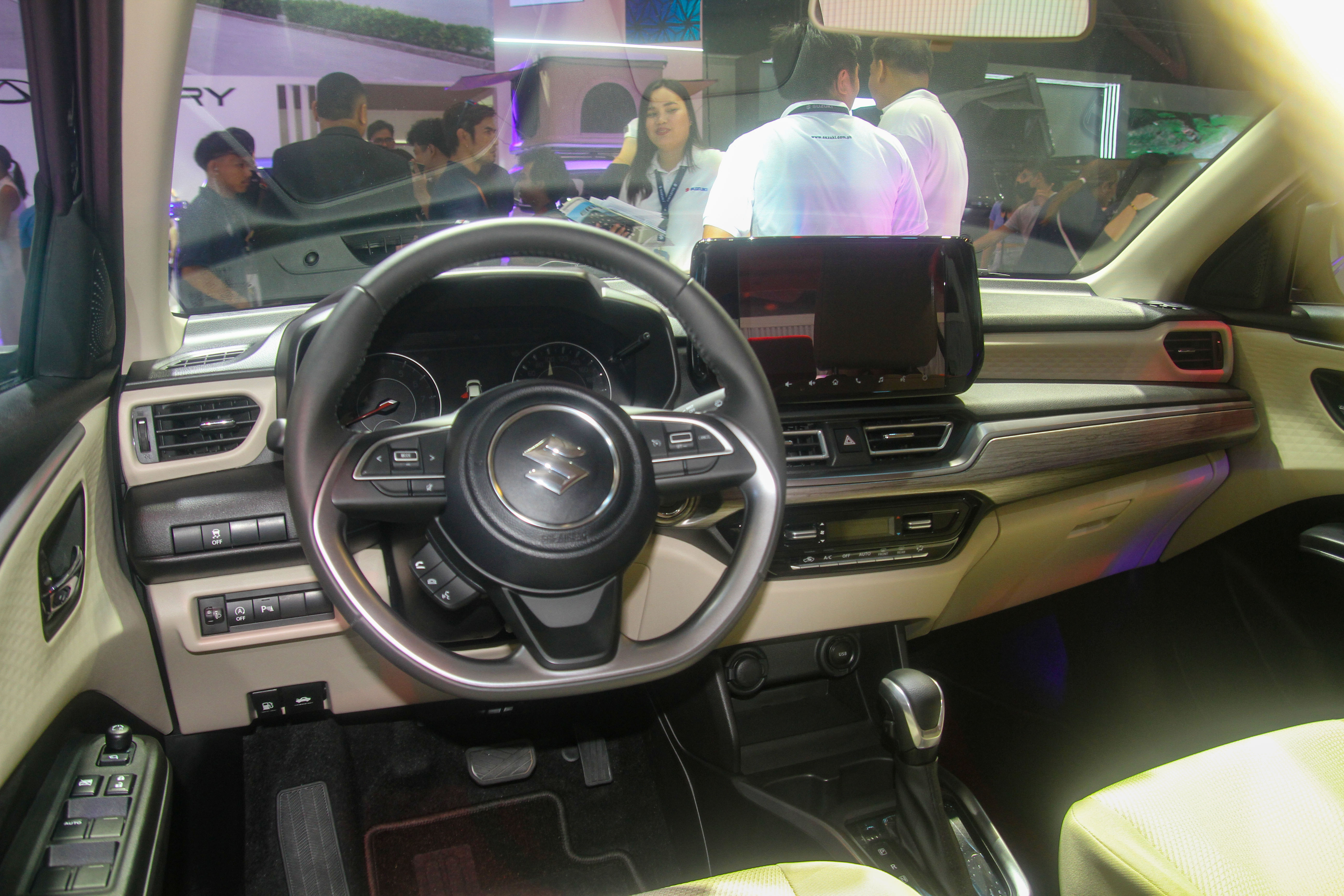
Интерьер

## Продажи
| Год  | Индия   |
| ---- | ------- |
| 2011 | 99,515  |
| 2012 | 154,273 |
| 2013 | 198,317 |
| 2014 | 210,882 |
| 2015 | 233,570 |
| 2016 | 202,076 |
| 2017 | 225,043 |
| 2018 | 261,603 |
| 2019 | 209,657 |
| 2020 | 124,969 |
| 2021 | 116,222 |
| 2022 | 159,919 |
| 2023 | 157,522 |